# Oceanapia peltata
Oceanapia peltata är en svampdjursart som först beskrevs av Schmidt 1870.  Oceanapia peltata ingår i släktet Oceanapia och familjen Phloeodictyidae.
Artens utbredningsområde är Karibiska havet. Inga underarter finns listade i Catalogue of Life.